# Aloe peckii
Aloe peckii är en grästrädsväxtart som beskrevs av Peter René Oscar Bally och Inez Clare Verdoorn. Aloe peckii ingår i släktet Aloe och familjen grästrädsväxter. Inga underarter finns listade i Catalogue of Life.